# História do turfe em Pelotas
A história do turfe organizado em Sociedade na cidade de Pelotas iniciou no  século XIX, com o surgimento do Derby Club Pelotense, segundo clube hípico nacional. Sucedeu-o o Jockey Club Pelotense que foi criado por iniciativa do então pecuarista e grande incentivador do criatório gaúcho e pioneiro em participações nas exposições de potros no Rio de Janeiro desde 1897, Joaquim Francisco de Assis Brasil. Em memorável assembléia realizada no salão do Clube Comercial de Pelotas em 22 de junho de 1930, sob a presidência  de Joaquim Francisco de Assis Brasil , que proferiu um discurso sobre o Cavalo e a equinocultura , destacando função social e a geração de empregos que a atividade traz , e defendeu a atividade turfística como, ao lado de atividade de lazer em espaços abertos, e convívio social, como fator preponderante na melhoria da raça cavalar. Foi fundado definitivamente o Jockey Club de Pelotas. As primeiras diretorias do Jockey Clube de Pelotas contavam com Flávio de Souza, Fernando Assumpção, Otavio Magalhães, Otaciano Oliveira. Zeferino Costa, Armando Borges, Augusto Tavares,  Ubirajara Indio da Costa. Zeferino Dias. 
O Jockey Club de Pelotas foi a entidade de turfe que construiu o  atual hipódromo da Tablada. Centro hípico que, na época que se seguiu à sua criação, rivalizava com o hipódromo dos Moinhos de Vento em Porto Alegre. Em suas pistas corriam cavalos proveniente Uruguai e Argentina, além dos nacionais locais e algundos vindos do Rio de Janeiro. do Rio de Janeiro.